# Janus Billeskov Jansen
 Der er for få eller ingen kildehenvisninger i denne artikel, hvilket er et problem. Du kan hjælpe ved at angive troværdige kilder til de påstande, som fremføres i artiklen.

Janus Billeskov Jansen (født 25. november 1951) er en dansk filmklipper, som har været aktiv siden 1970. Han har samarbejdet med instruktører som Nils Malmros, Bille August og Søren Kragh-Jacobsen og er belønnet med Æres-Bodil prisen i 2005 for sit mangeårige arbejde.
Janus Billeskov Jansen er søn af F.J. Billeskov Jansen

## Udvalgt filmografi
Nedenstående filmografi indeholder de film og tv-serier som Jansen har klippet.
| Værk                                                                 | Årstal | Instruktør                                               |
| -------------------------------------------------------------------- | ------ | -------------------------------------------------------- |
| Idealisten                                                           | 2015   | Christina Rosendahl                                      |
| Stille hjerte                                                        | 2014   | Bille August                                             |
| The Act of Killing                                                   | 2012   | Joshua Oppenheimer                                       |
| Jagten                                                               | 2012   | Thomas Vinterberg                                        |
| Putins kys (Dokumentar)                                              | 2012   | Lise Birk Pedersen                                       |
| The Collaborator and His Family (Dokumentar)                         | 2011   | Adi Barash, Ruthie Shatz                                 |
| Millennium (TV serie)                                                | 2010   | Niels Arden Oplev                                        |
| En familie                                                           | 2010   | Pernille Fischer Christensen                             |
| Kærlighedens krigere                                                 | 2009   | Simon Staho                                              |
| Burma VJ: Reporter i et lukket land (Dokumentar)                     | 2008   | Anders Østergaard                                        |
| Det som ingen ved                                                    | 2008   | Søren Kragh-Jacobsen                                     |
| Himlens hjerte                                                       | 2008   | Simon Staho                                              |
| Daisy Diamond                                                        | 2007   | Simon Staho                                              |
| En forening i modvind (Dokumentar)                                   | 2006   | Christoffer Dreyer                                       |
| Awaiting (Dokumentar)                                                | 2006   | Sami Saif                                                |
| Bang Bang Orangutang                                                 | 2005   | Simon Staho                                              |
| Pusher II                                                            | 2004   | Nicolas Winding Refn                                     |
| Hjemkomst (Kortfilm)                                                 | 2004   | Tom Vilhelm Jensen                                       |
| Gan (Dokumentar)                                                     | 2004   | Adi Barash, Ruthie Shatz                                 |
| De lutrede (Dokumentar)                                              | 2003   | Jesper Jargil                                            |
| Humørkort-stativ-sælgerens søn                                       | 2002   | Peter Bay                                                |
| Ulvepigen Tinke                                                      | 2002   | Morten Køhlert                                           |
| I Family (Dokumentar)                                                | 2001   | Phie Ambo, Sami Saif                                     |
| En sang for Martin                                                   | 2001   | Bille August                                             |
| Slottet i Italien (Dokumentar)                                       | 2000   | Anne Wiwel                                               |
| The video diary of Ricardo Lopez (Dokumentar)                        | 2000   | Sami Saif                                                |
| De udstillede (Dokumentar)                                           | 2000   | Jesper Jargil                                            |
| The Adventures of Young Indiana Jones: Tales of Innocence (TV serie) | 1999   | Bille August, Michael Schultz                            |
| Johannes' hjerte (Dokumentar)                                        | 1998   | Anne Wiwel                                               |
| De elendige                                                          | 1998   | Bille August                                             |
| Frøken Smillas fornemmelse for sne                                   | 1997   | Bille August                                             |
| Jerusalem                                                            | 1996   | Bille August                                             |
| Pakten                                                               | 1995   | Leidulv Risan                                            |
| Åndernes hus                                                         | 1993   | Bille August                                             |
| The Young Indiana Jones Chronicles (TV serie)                        | 1993   | Jim O'Brien                                              |
| Den gode vilje                                                       | 1992   | Bille August                                             |
| Den goda viljan (TV serie)                                           | 1991   | Bille August                                             |
| 1700 meter fra fremtiden (Dokumentar)                                | 1990   | Ulla Boje Rasmussen                                      |
| Lykken er en underlig fisk                                           | 1989   | Linda Wendel                                             |
| En verden til forskel                                                | 1989   | Leif Magnusson                                           |
| Ved vejen                                                            | 1988   | Max von Sydow                                            |
| Pelle erobreren                                                      | 1987   | Bille August                                             |
| Oviri                                                                | 1986   | Henning Carlsen                                          |
| Notater fra Kina (Dokumentar)                                        | 1986   | Jørgen Leth                                              |
| Tro, håb og kærlighed                                                | 1984   | Bille August                                             |
| Min farmors hus                                                      | 1984   | Frode Pedersen                                           |
| Isfugle                                                              | 1983   | Søren Kragh-Jacobsen                                     |
| Zappa                                                                | 1983   | Bille August                                             |
| Kundskabens træ                                                      | 1981   | Nils Malmros                                             |
| Har du set Alice?                                                    | 1981   | Brita Wielopolska                                        |
| Guldhjertet                                                          | 1981   | Bille August                                             |
| Tomas - et barn du ikke kan nå (Dokumentar)                          | 1980   | Mads Egmont Christensen, Lone Hertz                      |
| Skal vi danse først?                                                 | 1979   | Anette Mari Olsen                                        |
| Vil du se min smukke navle?                                          | 1978   | Søren Kragh-Jacobsen                                     |
| Honning måne                                                         | 1978   | Bille August                                             |
| Kammesjukjul                                                         | 1978   | Nils Malmros                                             |
| Måske ku' vi                                                         | 1977   | Morten Arnfred                                           |
| Drenge                                                               | 1977   | Nils Malmros                                             |
| Mafiaen, det er osse mig!                                            | 1974   | Henning Ørnbak                                           |
| Kvinden og Fællesmarkedet                                            | 1972   | Mette Bauer, Li Vilstrup, Dola Bonfils og Mette Knudsen. |
| Takt og tone i himmelsengen                                          | 1972   | Sven Methling                                            |
| Ang.: Lone                                                           | 1970   | Franz Ernst                                              |